# L'Île au trésor des Muppets
Pour plus de détails, voir Fiche technique et Distribution.
L'Île au trésor des Muppets (Muppet Treasure Island) est une comédie musicale américaine, sorti en 1996. C'est le 5e long-métrage des Muppets, il s'inspire du roman L'Île au trésor de Robert Louis Stevenson paru en 1883.

## Synopsis
Le jeune Jim Hawkins a été recueilli à la mort de ses parents par la vulgaire aubergiste Mme Bluveridge. Le pirate Billy Bones lui remet avant de mourir la carte du trésor caché du capitaine Flint. Après avoir échappé à une horde de pirates à la recherche de la carte, Jim, accompagné de Gonzo et de Rizzo le rat, parvient à convaincre le stupide Squire Trelawney (joué par l'ours Fozzie) d'affréter un navire, l'Hispaniola, afin de partir à la recherche du trésor. Le navire est dirigé par le capitaine Abraham Smolett (Kermit la grenouille) secondé par Samuel Arrow (Sam l'aigle), le docteur Livesey (Walbec Bunsen) et son assistant Fiole (Beaker). Mais le cuisinier unijambiste Long John Silver a recruté secrètement l'ancien équipage du capitaine Flint et sitôt en mer, les pirates prennent le contrôle du navire afin de s'approprier le trésor. Arrivés sur l'ile où il est enfoui, ils tombent sur une tribu de cochons sauvages sur laquelle règne la voluptueuse Benjamina Gunn (Miss Piggy), ancienne fiancée de Smolett abandonnée devant l'autel et que tous croyaient disparue en mer.

## Fiche technique
Sauf indication contraire, les informations mentionnées dans cette section peuvent être confirmées par la base de données cinématographiques IMDb,  présente dans la section « Liens externes ».
- Titre original et québécois : Muppet Treasure Island
- Titre français : L'Île au trésor des Muppets
- Réalisation : Brian Henson, assisté de Simon Hinkly, Trevor Puckle et Olivia Lloyd
  - Réalisation 2e équipe : David Lane, assisté de Mark Challenor et Charlie Watson
- Scénario : Jerry Juhl, Kirk R. Thatcher et James V. Hart, d’après le roman L'Île au trésor de Robert Louis Stevenson
- Musique : Hans Zimmer
- Direction artistique : Alan Cassie
- Décors : Val Strazovec
- Costumes : Polly Smith
- Photographie : John Fenner
- Son : Andy D'Addario, Tom E. Dahl, Wayne Heitman, Adam Jenkins, Scott Millan, Dean A. Zupancic
- Montage : Michael Jablow
- Production : Martin G. Baker et Brian Henson
  - Production exécutive : Selwyn Roberts
  - Production déléguée : Frank Oz
  - Production associée : Michael Jablow et Vesco Razpopov
- Sociétés de production : Jim Henson Productions, présenté par Walt Disney Pictures
- Société de distribution : Buena Vista Pictures
- Budget : n/a[1]
- Pays de production :  États-Unis
- Langue originale : anglais
- Format : couleur (Technicolor) — 35 mm — 1,85:1 (Panavision) — son Dolby Digital
- Genre : comédie, musical, action, aventure, marionnettes
- Durée : 99 minutes
- Dates de sortie[2] :
  - États-Unis, Québec : 16 février 1996[3]
  - France : 3 juillet 1997 (sortie directement en VHS)
- Classification :
  - États-Unis : tous publics (G - General Audiences)
  - France : tous publics
  - Québec : tous publics (G - General Rating)[3]

## Distribution

### Distribution et voix originales
- Tim Curry : Long John Silver
- Kevin Bishop : Jim Hawkins
- Billy Connolly : Billy Bones
- Jennifer Saunders : Mrs. Bluveridge
- Dave Goelz : The Great Gonzo / Dr Bunsen Honeydew (Walbec Bunsen) / Waldorf / Zoot (voix et manipulation)
- Steve Whitmire : Kermit the Frog / Rizzo the Rat / Beaker / Bean Bunny (voix et manipulation)
- Jerry Nelson : Statler / Blind Pew (Pierre l'aveugle) / Mad Monty (L'Enragé) / Floyd / Lew Zealand (voix et manipulation)
- Frank Oz : Miss Piggy / Fozzie Bear / Sam Eagle / Animal / George (voix et manipulation)
- Kevin Clash : Bad Polly Lobster (Polly Homard Mayonnaise) / Spa'Am / Black Dog / Walleyed Pike / Real Old Tom (Moribond) (voix et manipulation) / Fozzie Bear (assistant) / Miss Piggy (assistant) / Sam Eagle (assistant)
- Bill Barretta : Clueless Morgan (En-tient-une-couche) / Dr Teeth (Docteur Dent) / Rowlf / Swedish Chef (Chef suédois) (voix et manipulation) / Blind Pew (assistant)
- Louise Gold : Janice la bassiste / Rat / Tomate (voix et manipulation)
- John Henson (en) : Sweetums (Tite-gâterie) (voix et manipulation)
- Danny Blackner : Short Stack Stevens (Demi-portion)
- Peter Geeves : Black-Eyed Pea (S'en-bat-l'œil)
- Harry Jones : Easy Pete
- David Nicholls : Captain Flint
- Frederick Warder : Calico Jerry
- Jerry Nelson : Butler (Majordome)
- Nigel Plaskitt, John Ecleston, Simon Buckley, Catherine Smee, Andrew Spooner : Additional Muppet Performer (Muppets divers)

### Voix françaises
- Emmanuel Jacomy : Long John Silver (voix parlée)
- Bernard Alane : Long John Silver (voix chantée)
- Donald Reignoux : Jim Hawkins
- Marc Alfos : Billy Bones
- Évelyne Grandjean : Mme Bluveridge
- Edgar Givry : Smolett (Kermit) / Pierre l'aveugle /L'Enragé
- Éric Métayer : Benjamina (Miss Piggy) / Rizzo / Fiole (Beaker)
- Jean-Claude Donda : Gonzo / Trelawney (Fozzie) / Livesey (Walbec Bunsen)
- Gérard Hernandez : Polly Homard / Waldorf / Majordome
- Jean-Pierre Denys : Statler
- Michel Mella : En-tient-une-couche
- Pascal Renwick : Spa'am

## Chansons du film
- Shiver My Timbers - Tous
- Something Better - Jim, Gonzo et Rizzo
- Sailing For Adventure - Tous
- Cabin Fever - Tous
- Professional Pirate - Long John et les Pirates
- Love Led Us Here - Kermit et Piggy
- Love Power (Générique de fin) - Ziggy Marley et les Melody Makers
- Love Led Us Here (Générique de fin) - John Berry et Helen Darling

## Sorties cinéma
Sauf mention contraire, les informations suivantes sont issues de l'IMDb
- États-Unis : 16 février 1996
- Québec : 16 février 1996[3]
- Royaume-Uni : 24 mai 1996
- Brésil : 14 juin 1996
- Espagne : 26 juin 1996
- Australie : 27 juin 1996
- Danemark : 28 juin 1996
- Suède : 28 juin 1996
- Irlande : 5 juillet 1996
- Allemagne : 11 juillet 1996
- Japon : 13 juillet 1996
- Afrique du Sud : 23 août 1996
- Italie : 29 août 1996
- Canada : 1er janvier 1998
- Russie : 23 juin 1998
- Algérie : 1er février 2000

## Sorties vidéo
Sauf mention contraire, les informations suivantes sont issues de l'IMDb
- Portugal : 17 mars 1997 (VHS)
- France : 3 juillet 1997 (VHS)
- Finlande : 9 juin 2001 (VHS)
- France : 8 novembre 2006 (DVD)[4]
- France : 24 mars 2020 (Disney+)[5]

## Box-office
Sauf mention contraire, les informations suivantes sont issues de Box Office Mojo
- Recettes du 1er week-end aux États-Unis : 7 906 689 $ (USD) (du 16 février 1996 au 18 février 1996)
- Recettes aux États-Unis : 34 327 391 $ (USD)

## Nominations
Source : Internet Movie Database
- The Stinkers Bad Movie Awards 1996 : la suite que personne ne réclamait

- Academy of Science Fiction, Fantasy and Horror Films - Saturn Awards 1997 : meilleur jeune acteur pour Kevin Bishop
- Satellite Awards 1997 : meilleur film, animation ou multimédia pour Martin G. Baker et Brian Henson
- Young Artist Awards 1997 :
  - Meilleur long métrage familial - Animation ou effets spéciaux
  - Meilleur jeune acteur dans un film pour Kevin Bishop

## Autour du film
C'est le second long-métrage des Muppets coproduit et distribué par les studios Disney, après Noël chez les Muppets (1992). Disney rachètera définitivement les droits des Muppets en 2004.